# Столяровка (Мелеузівський район)
Столяро́вка (рос. Столяровка, башк. Столяровка) — присілок у складі Мелеузівського району Башкортостану, Росія. Входить до складу Зірганської сільської ради.
Населення — 10 осіб (2010; 1 в 2002).
Національний склад:
- татари — 100%